# NGC 4997
NGC 4997 في الفهرس العام الجديد، هي مجرة، تقع في كوكبة العذراء. اكتشفت في 28 مارس 1878 بواسطة شربورن ويسلي بورنهام.

## روابط خارجية
- NGC 4997 على موقع ويكي سكاي: DSS2, SDSS, GALEX, IRAS, Hydrogen α, X-Ray, Astrophoto, Sky Map, Articles and images